# Daniela Druncea
Daniela Druncea (ur. 2 listopada 1990 r. Buftei) – rumuńska wioślarka, sternik, brązowa medalistka igrzysk olimpijskich, mistrzyni świata, pięciokrotna mistrzyni Europy.
Do 2009 roku uprawiała gimnastykę sportową. W tym czasie zdobyła brązowy medal na mistrzostwach świata w Stuttgarcie.

## Igrzyska olimpijskie
Na igrzyskach zadebiutowała w 2016 roku w Rio de Janeiro. Wystąpiła w zawodach ósemek. W skład osady weszły także: Roxana Cogianu, Ioana Craciun, Mihaela Petrilă, Iuliana Popa, Mădălina Bereș, Laura Oprea, Adelina Boguș i Andreea Boghian. W eliminacjach zajęły trzecie miejsce za Amerykankami i Holenderkami, co pozwoliło im popłynąć w repasażach. Tam na mecie były na drugiej pozycji dającej awans do finału. Finał zakończyły na trzecim miejscu, zdobywając brązowy medal.